# 밀양 박익 벽화묘
밀양 박익 벽화묘(密陽 朴翊 壁畵墓)은 대한민국 경상남도 밀양시 청도면에 있는 조선시대의 무덤이다. 2005년 2월 5일 대한민국의 사적 제459호로 지정되었다.

## 개요
경남 밀양시 청도면 고법리의 밀성박씨 묘역의 능선 경사면에 위치하고 있는 밀양 고법리 박익 벽화묘는 석인상, 갑석, 호석을 갖춘 방형분으로서, 봉분은 가로 6m, 세로 4.8m, 높이 2.3m이며, 내부 석실(길이 .5m, 폭 1m, 높이 0.8m)의 사방벽에 벽화가 그려져 있다.
이 묘의 축조수법에서 주목되는 것은 수도(隧道)를 갖춘 방형묘라는 점이다. 방형묘는 고려후기에서 조선전기까지 일정 계층에서 유행한 묘제 중 하나이나, 남쪽으로 수도를 설치한 것과 병풍석이 경사지게 설치된 것은 특이한 경우이다. 조선전기의 횡구식 석실 중 수도가 확인된 것은 아직 없으며, 묘도와 구(溝)의 역할을 겸하는 것으로 추정되어 양식상의 원류에 대한 검토 자료가 된다.
벽화는 화강암 판석 위에 석회를 바르고 그 위에 먼저 검정선으로 벽화내용을 소묘한 뒤 마르기 전에 주요부위를 적·남·흑색으로 채색하는 프레스코기법으로 그려져 있으며, 부분적으로 퇴락되어 있으나 잔존부분에는 인물, 말, 도구 등 당시의 생활 풍속이 선명하게 그려져 있다.
송은(松隱)박익(朴翊)선생(1332∼1398)의 휘는 익(翊), 초명은 천익(天翊), 자는 태시(太始), 호는 송은(松隱), 본관은 밀성으로 고려말의 문신이다. 고려 공민왕조에 문과에 급제하여 소감(少監), 예부시랑(禮部侍郞), 세자이부중서령(世子貳傅中書令)을 역임하고 한림문학이 되는 등 고려말 팔은(八隱)중 한 분으로, 후에 좌의정에 추증되고 저서로는 「송은집(松隱集)」이 있다.
벽화 발견에 의한 조선초 생활 풍습의 연구 등 고고학적 또는 회화사적 가치 외에 지석(誌石)의 출토로 고려말 문신인 송은(松隱)박익(朴翊)선생에 대한 연구에도 중요한 가치를 지니고 있다.
2000년도 태풍으로 훼손된 묘역을 보수하는 과정에서 벽화가 발견되어 정밀한 조사를 실시한 바 있다.

## 참고 자료
- 밀양 박익 벽화묘 - 국가유산청 국가유산포털